# Revolution 2022
Revolution 2022 è stata la terza edizione dell'omonimo pay-per-view di wrestling prodotto dalla All Elite Wrestling e si è svolta il 6 marzo 2022 alla Addition Financial Arena di Orlando, Florida.

## Storyline
Nella puntata di Dynamite del 9 febbraio, dopo aver difeso con successo l'AEW World Championship, Adam Page si confrontò con Adam Cole (primo nel ranking), che rivelò le sue aspirazioni titolate Dopo avergli stretto la mano e dichiarato che in futuro si sarebbero scontrati lealmente, Kyle O'Reilly e Bobby Fish (alleati di Cole) lo attaccarono alle spalle e la settimana successiva fu ufficializzato il match per Revolution.
Il 5 gennaio 2022, nel corso dell'episodio di debutto di Dynamite su TBS, il Jurassic Express batté i Lucha Brothers vincendo l'AEW World Tag Team Championship. Dopo numerose difese del titolo, il 16 febbraio fu annunciato che Jungle Boy e Luchasaurus avrebbero dovuto difendere le cinture in un Three-way tag team match a Revolution e i loro avversari sarebbero stati determinati da una tag team battle royale e da una casino tag team battle royal, vinte rispettivamente dai reDRagon e dagli Young Bucks.
Il 17 novembre 2021 iniziò la faida tra CM Punk e MJF. Dopo diversi scambi verbali tra i due, Punk sconfisse tutti gli alleati di MJF. I due si affrontarono nell'episodio di Dynamite del 2 febbraio, in cui fu MJF a trionfare, grazie all'interferenza di Wardlow, condannando Punk alla sua prima sconfitta in AEW. Ottenuta la rivincita (dopo aver battuto gli FTR al fianco di Jon Moxley), Punk scelse come stipulazione un dog collar match.
Eddie Kingston iniziò ad istigare Santana & Ortiz contro Chris Jericho (membri dell'Inner Circle, capitanati da quest'ultimo) dicendogli che il loro leader gli stava tarpando le ali e che finora stavano combattendo le sue battaglie, il che provocò frizioni all'interno della stable, ma anche tra Kingston e Jericho. Sammy Guevara (altro membro del gruppo) rimase neutrale e consigliò ai compagni di trovare una soluzione. Di conseguenza Jericho e Jake Hager affrontarono Santana & Ortiz e il match fu vinto dai due sudamericani. Dopodiché fu annunciato il match tra Jericho e Kingston.
Completano la card il match tra Thunder Rosa e Britt Baker con in palio il AEW Women's World Championship, il match valido per il TBS Championship tra Jade Cargill e Tay Conti, il Face of the Revolution ladder match con in palio una chance per il TNT Championship tra Keith Lee, Wardlow, Powerhouse Hobbs, Ricky Starks, Orange Cassidy e Christian Cage e il match tra Jon Moxley e Bryan Danielson.

## Risultati
| #     | Match | Stipulazioni                                                                               | Durata |
| ----- | --- | ------------------------------------------------------------------------------------------ | ------ |
| BuyIn | Leyla Hirsch ha sconfitto Kris Statlander                                                                                | Single match                                                                               | 9:50   |
| BuyIn | Hook ha sconfitto QT Marshall per sottomissione                                                                          | Single match                                                                               | 5:00   |
| BuyIn | Malakai Black, Brody King e Buddy Matthews hanno sconfitto Pac, Penta Oscuro e Erick Redbeard (con Alex Abrahantes)      | Six-man tag team match                                                                     | 17:20  |
| 1     | Eddie Kingston ha sconfitto Chris Jericho                                                                                | Single match                                                                               | 13:40  |
| 2     | Jurassic Express (c) hanno sconfitto reDRagon e The Young Bucks (con Brandon Cutler)                                     | Three-way tag team match per l'AEW World Tag Team Championship                             | 18:55  |
| 3     | Wardlow ha sconfitto Keith Lee, Powerhouse Hobbs, Ricky Starks, Orange Cassidy e Christian Cage                          | Face of the Revolution ladder match per determinare il primo sfidante al TNT Championship. | 17:20  |
| 4     | Jade Cargill (c) (con Mark Sterling) ha sconfitto Tay Conti (con Anna Jay)                                               | Single match per il TBS Championship                                                       | 6:50   |
| 5     | CM Punk ha sconfitto MJF                                                                                                 | Dog collar match                                                                           | 25:45  |
| 6     | Britt Baker (c) (con Rebel e Jamie Hayter) ha sconfitto Thunder Rosa                                                     | Single match per l'AEW Women's World Championship                                          | 17:25  |
| 7     | Jon Moxley ha sconfitto Bryan Danielson                                                                                  | Single match                                                                               | 21:05  |
| 8     | Sammy Guevara, Sting e Darby Allin hanno sconfitto Andrade El Idolo, Matt Hardy e Isiah Kassidy (con José the Assistant) | Six-man tornado tag team match                                                             | 13:20  |
| 9     | Adam Page (c) ha sconfitto Adam Cole                                                                                     | Single match per l'AEW World Championship                                                  | 25:45  |